# Eumida albopicta
Eumida albopicta är en ringmaskart som först beskrevs av Marenzeller 1879.  Eumida albopicta ingår i släktet Eumida och familjen Phyllodocidae. Inga underarter finns listade i Catalogue of Life.